# 朝比奈あすか
朝比奈 あすか（あさひな あすか、本名：久保田あすか、1976年7月5日 - ）は、日本の小説家。東京都生まれ。

## 人物・来歴
慶應義塾大学文学部卒業、慶應義塾大学メディアコミュニケーション研究所修了。
2000年、大伯母の戦争経験を記録したノンフィクション『光さす故郷へ』を発表。
2006年、「憂鬱なハスビーン」で第49回群像新人文学賞を受賞、同作を表題作とした単行本が刊行され、小説家デビュー。
『君たちは今が世界』が、日販図書館選書センターの年間図書ランキング単品部門 (中学校) 第1位に、2022年度・2023年度の2年連続で選ばれた。
同作は2020年の開成中学、海城中学、サレジオ学院中学校、久留米大附設中学、大妻中学、桜美林中学校等の多くの中学入試に出題された。他にも『人間タワー』が早稲田実業中学校の入試に、『さよなら獣』が広尾学園の入試に出題されるなど、国語入試頻出作家と呼ばれる。
令和7年 - 10年の中学1 - 3年生道徳教科書『新しい道徳』に『いつか、あの博物館で。: アンドロイドと不気味の谷』が採用される。

## 作品リスト

### ノンフィクション
- 『光さす故郷へ』（2000年7月 マガジンハウス）
  - 『光さす故郷へ―よしちゃんの戦争』（2003年7月 角川ソフィア文庫）

### 小説
- 『憂鬱なハスビーン』（2006年8月 講談社 / 2010年10月 講談社文庫）
  - 初出:『群像』2006年6月号
- 『声を聴かせて』（2008年8月 光文社 / 2014年1月 光文社文庫）
  - 声を聴かせて（『小説宝石』2008年12月号）
  - ちいさな甲羅 初出:『群像』2007年8月号
- 『彼女のしあわせ』(2010年5月 光文社 / 2013年5月 光文社文庫）
  - 征子の道（『VERY』2007年10月号）
  - 月子の青（『VERY』2007年11月号）
  - 凪子の空（『VERY』2007年12月号）
  - 母の帰る場所 「佐喜子の家」へ改題（『小説宝石』2008年9月号）
- 『やわらかな棘』（2010年7月 幻冬舎 / 2014年2月 幻冬舎文庫）
  - まちあわせ（『パピルス』18号 2008年6月）
  - ヒヨコと番長（『パピルス』21号 2008年12月）
  - 美しい雨（『パピルス』23号 2009年4月）
  - 春待ち（『パピルス』27号 2009年12月）
- 『月曜日の朝へ』（2010年10月 講談社）
  - クロスロード（『群像』2010年2月号）
  - 月曜日の朝へ（『群像』2006年12月号）
- 『BANG! BANG! BANG!』（2011年10月 講談社）
  - 初出『esora』vol.10
  - 【文庫化】『ばんちゃんがいた』（2017年2月 双葉文庫）
- 『プールサイドの彼方』（2012年9月 実業之日本社）
  - 初出『紡』vol.1 - 4
  - 【文庫化】『闘う女』（2015年4月 実業之日本社文庫）
- 『憧れの女の子』（2013年2月 双葉社 / 2016年3月 双葉文庫）
- 『不自由な絆』（2014年9月 光文社 / 2017年3月 光文社文庫）
- 『あの子が欲しい』（2015年1月 講談社 / 2017年2月 講談社文庫）
- 『天使はここに』（2015年4月 朝日新聞出版）
- 『自画像』（2015年10月 双葉社 / 2018年 双葉文庫）
- 『少女は花の肌をむく』（2016年6月 中央公論新社）
  - 【文庫化】『さよなら獣』 (2018年8月 中公文庫)
- 『人間タワー』（2017年10月 文藝春秋 / 2020年11月 文春文庫）
- 『みなさんの爆弾』（2018年4月 中央公論新社）
- 『人生のピース』 (2018年11月 双葉社 / 2021年5月 双葉文庫） 
  - 2019年8月、木村花代 (元劇団四季) ・藤森慎吾 (オリエンタルラジオ) らの出演でミュージカル化。東京芸術劇場シアターウエストにて上演された。
- 『君たちは今が世界 (すべて) 』(2019年6月 KADOKAWA / 2021年7月 角川文庫)
- 『翼の翼』（2021年9月 光文社 / 2025年2月 光文社文庫）
- 『ななみの海』(2022年2月 双葉社 / 2025年6月 双葉文庫)
- 『ミドルノート』(2023年9月 実業之日本社)
- 『いつか、あの博物館で。: アンドロイドと不気味の谷』(2024年7月 東京書籍)
- 『普通の子』(2024年12月 角川書店)

### アンソロジー
「」内が朝比奈あすかの作品
- 不機嫌の椅子 ベストエッセイ2008（2008年6月 光村図書出版）「記憶する体」《エッセイ》
- 美女という災難（2008年8月 文藝春秋 / 2011年10月 文春文庫）「記憶する体」《エッセイ》
- 密やかな口づけ（2014年2月 幻冬舎文庫）「星屑おっぱい」（初出『GINGER L.』vol.4)
- 魔女の宅急便 ジブリの教科書5（2013年12月 文春ジブリ文庫）「かつて十三歳だった全ての大人に」《ノンフィクション》
- 小説BOC4 2017年冬号（2017年1月 中央公論新社）「初恋」
- 小説BOC6 2017年夏号（2017年7月 中央公論新社）「官能小説家の一日-読み切り短篇-」
- Valentine Stories（2018年1月 中公文庫）「初恋」

### 単行本未収録作品
- 天使の輪（『群像』2008年1月号）
- 巣の人（『すばる』2008年6月号）
- 河上さん（『小説宝石』2009年10月号）
- アマリリスの家（『すばる』2011年4月号）